# Бат (лодка)
Бат в Хабаровском краевом музее
имени Н. И. Гродекова
Бат — русскоязычное название лодки, традиционно использующейся удэгейцами, коренным малочисленным народом Дальнего Востока. На удэгейском языке бат называется а́на.

## Описание
Бат — долблёная лодка типа чёлн, вырубается топорами из цельного ствола дерева, желательно из корейского кедра, тополя, липы. Между бортами вставляются деревянные палочки — распорки.
Отличительная особенность бата — плоский лопатообразный нос (является продолжением днища), позволяющий судну не «зарываться» в воду на перекатах горных рек, а также облегчающий продвижение через мелкие ветки кустарника, бурелом, перегораживающий русло реки. В ряде случаев корма тоже может иметь лопатообразную форму, в этом случае нет необходимости разворачивать бат в узких протоках.
На мелкой воде бат управляется шестами, при движении вверх по течению батом управляют (толкают его) два человека, один на носу, другой на корме. Вниз по течению бат может управляться одним человеком, находящимся на корме. На глубокой воде бат управляется гребковыми вёслами.
В современное время используемые удэгейцами баты изготавливаются из досок и имеют вертикальный транец, приспособленный для крепления лодочного мотора.

## Бат в литературе
В литературных произведениях дальневосточных писателей можно часто встретить описание традиционной удэгейской лодки.

### Владимир Арсеньев
Орочи-удэхе удивительные мастера плавать по горным рекам в своих долблёных лодках. Лодки эти устроены так, что не разрезают носом воду, а взбираются на воду. Лодкой управляют шестами два человека. Один стоит на носу лодки, другой — на корме. Плавание в орочских лодках по местным порожистым рекам, заваленным буреломом, при быстроте течения 10—18 вёрст в час, — довольно опасное.— Владимир Арсеньев. Путевые дневники.

### Джанси Кимонко
Снова кочуем всей семьёй. На двух батах спускаемся вниз по Сукпаю. Бабушка гребёт веслом, сидя на корме, дед впереди. При каждом опасном повороте, где встречаются каменные заломы и наш бат, качнувшись, стремительно падает вниз…— Джанси Кимонко, первый удэгейский писатель. «Там, где бежит Сукпай»

### Александр Грачёв
Проводник, бывалый таёжник Пахом Степанович помогает терпящим бедствие геологам выбраться к цивилизации:

— Однако бат нужно рубить, — ответил тот. — Это вернее, потому плот через перекаты трудно проводить, осадка большая, садиться на мель будем.

Таёжник засобирался на поиски подходящего дерева для постройки бата. Дубенцов достал свой блокнот.

— Пахом Степанович, сколько дней потребуется, чтобы смастерить бат? — спросил он.

— Этак, думаю, дня за три-четыре управлюсь. Дерево сначала надо найти и срубить да просушить над костром, а потом долбить дня два, если хорошо работать. Инструмент-то у нас, видишь, какой: одни топорики…— Александр Грачёв, дальневосточный писатель-публицист. [www.e-reading-lib.org/chapter.php/139088/26/Grachev_-_Taiina_Krasnogo_ozera.html «Тайна Красного озера», приключенческая повесть о геологах.]